# Магазин

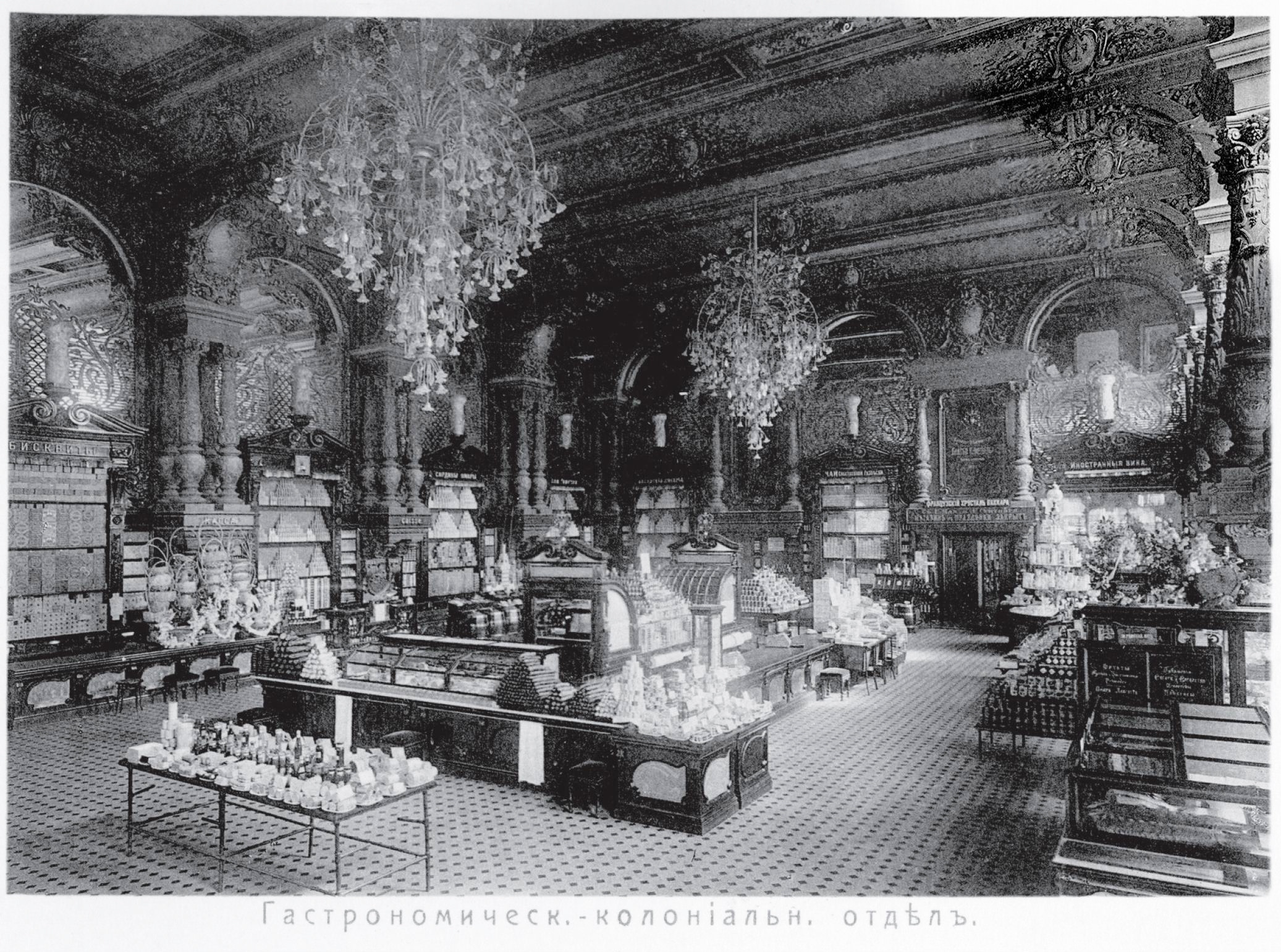
Внутренний вид Елисеевского магазина-гастронома в Москве (открыт в 1901 году, фото 1913 года). Фотография Карла Фишера

Магази́н, устар. лавка — предприятие розничной торговли, размещённое в стационарном здании, оборудованном для продаж товаров и оказания услуг. Здание или часть здания, где располагается современный магазин, обычно включает как собственно торговый зал, так и подсобные, административно-бытовые помещения и склады.

## Этимология
Согласно Фасмеру, слово впервые встречается у Петра I, вариант магазейн встречается у Грибоедова. Ударение на третий слог указывает на заимствование из немецкого (нем. Magazin, в свою очередь из фр. magasin); встречалось ударение мага́зин, вероятно под влиянием пол. magazyn. Устаревший вариант магазейн заставляет предположить заимствование из нидерл. magazijn, магацин — из итал. magazzino.
Хотя слово первоначально и образовано от араб. مَخْزَن‎ (mahzān), которое в единственном числе означает «амбар», «склад», встречающиеся утверждения о заимствовании напрямую из восточных языков ошибочны. После заимствования через европейские языки вначале сохранило смысл «склад» в правописании магазин, а магазейн — как место продаж (в словарях с 1731 года). Постепенно (в XIX веке) правописание «магазин» поменяло свою смысловую нагрузку, вытеснив слово «лавка», которое сохранилось в названии передвижного магазина-автолавки. Но значение «склад» сохранилось в военном деле — магазин патронов и военный магазин.
Фасмер упоминает также близкое слово «магазея».

## История

### Античность
Постоянные места, оборудованные для продаж, возникли не сразу; обмен товарами первоначально происходил на временных рынках и через бродячих торговцев, детали малоизвестны (практически ничего не известно о торговле в Древнем Египте, древние греки сначала торговали на временных местах на открытой агоре). Геродот сообщает о том, что магазины изобрели лидийцы, это произошло практически одновременно с появлением монет, впервые изготовленных в той же Лидии в VII веке до н. э.
В Древней Греции магазины обычно размещались на территории, принадлежавшей городу. Так, в Афинах магазины располагались в стое на агоре и на близлежащих улицах. Характерное для современной жизни разделение производства и торговли отсутствовало; ремесленники торговали своими изделиями прямо из мастерских, потому магазины по торговле товарами, связанными с грязным производством, обособились в отдельные кварталы (горшечников, дубильщиков).
Возникли также специализированные рынки с магазинами для вина, оливок, сыров и постельных принадлежностей. Крошечные магазины зачастую не имели складов, торговцы ежедневно закупали товар у оптовиков. Греческие методы ведения торговых дел распространились по миру с завоеваниями Александра Македонского.

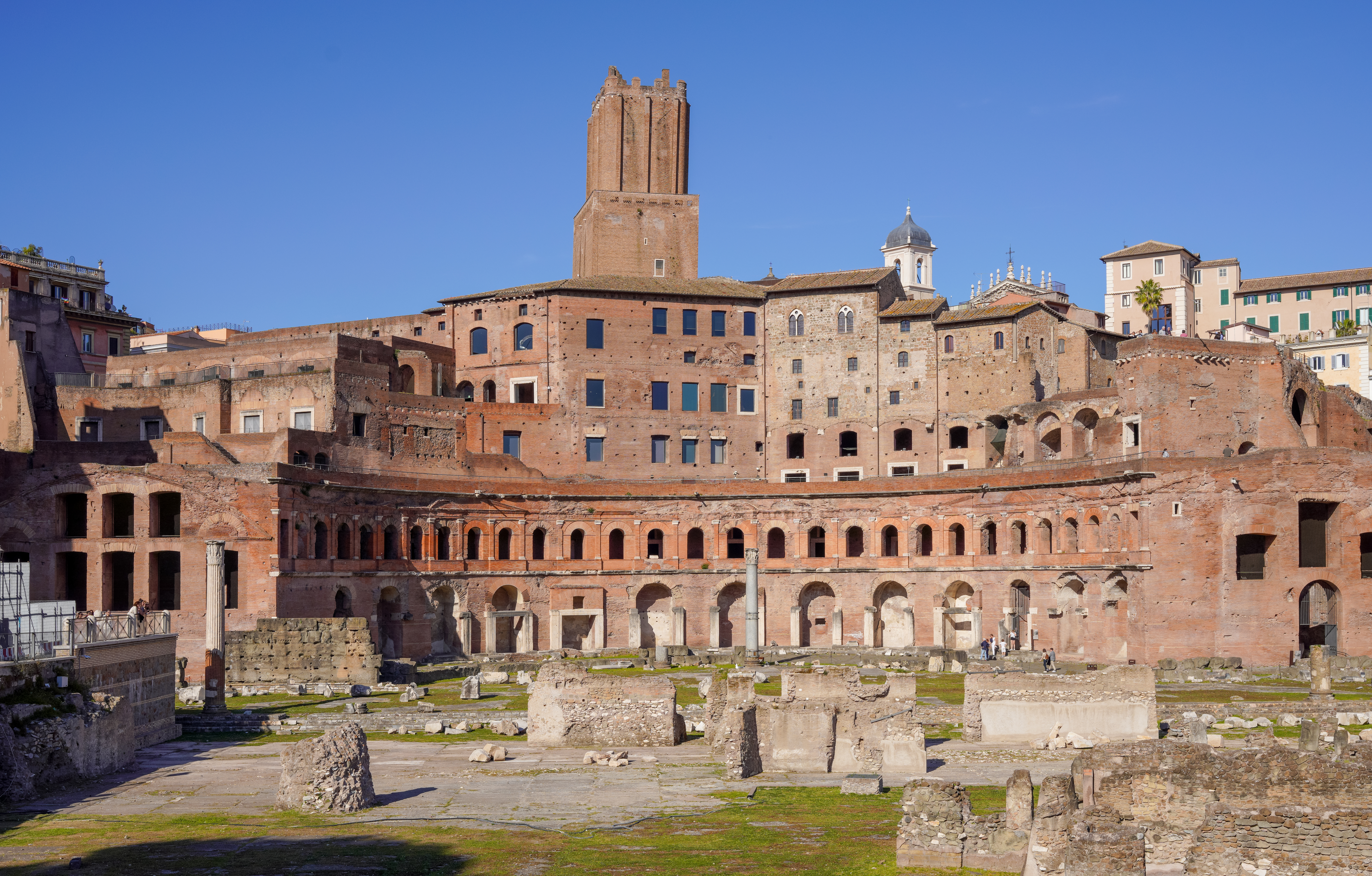
Рынок Траяна

В Древнем Риме торговля проходила на форумах. Типичной формой магазина была таберна: небольшое прямоугольное помещение на уровне земли с широким входом, обращённым к улице. При необходимости вход закрывался деревянными досками-ставнями, вставляемыми в пазы, прорезанные в пороге и притолоке, и закрепляемыми железным стержнем, протягиваемым через ввёрнутые в доски кольца. Старейшие известные таберны сохранились на рынке Траяна в Риме, где около 150 магазинов были расположены на четырёх уровнях, выходивших на форум, террасы и галереи. Таберна часто служила одновременно магазином, мастерской и жильём для ремесленника. Постепенно некоторые из мастеров в больших городах, обнаружив, что большая часть их времени уходит на продажи, перешли исключительно к торговле, тем не менее совмещение изготовления товара и его продажи сохраняло популярность до XIX века. Даже в начале XIX века типичный продуктовый магазин, в целом используя продукты от поставщиков, по-прежнему занимался приготовлением ветчины, пилением сахара, обжаркой кофе.

### Средние века

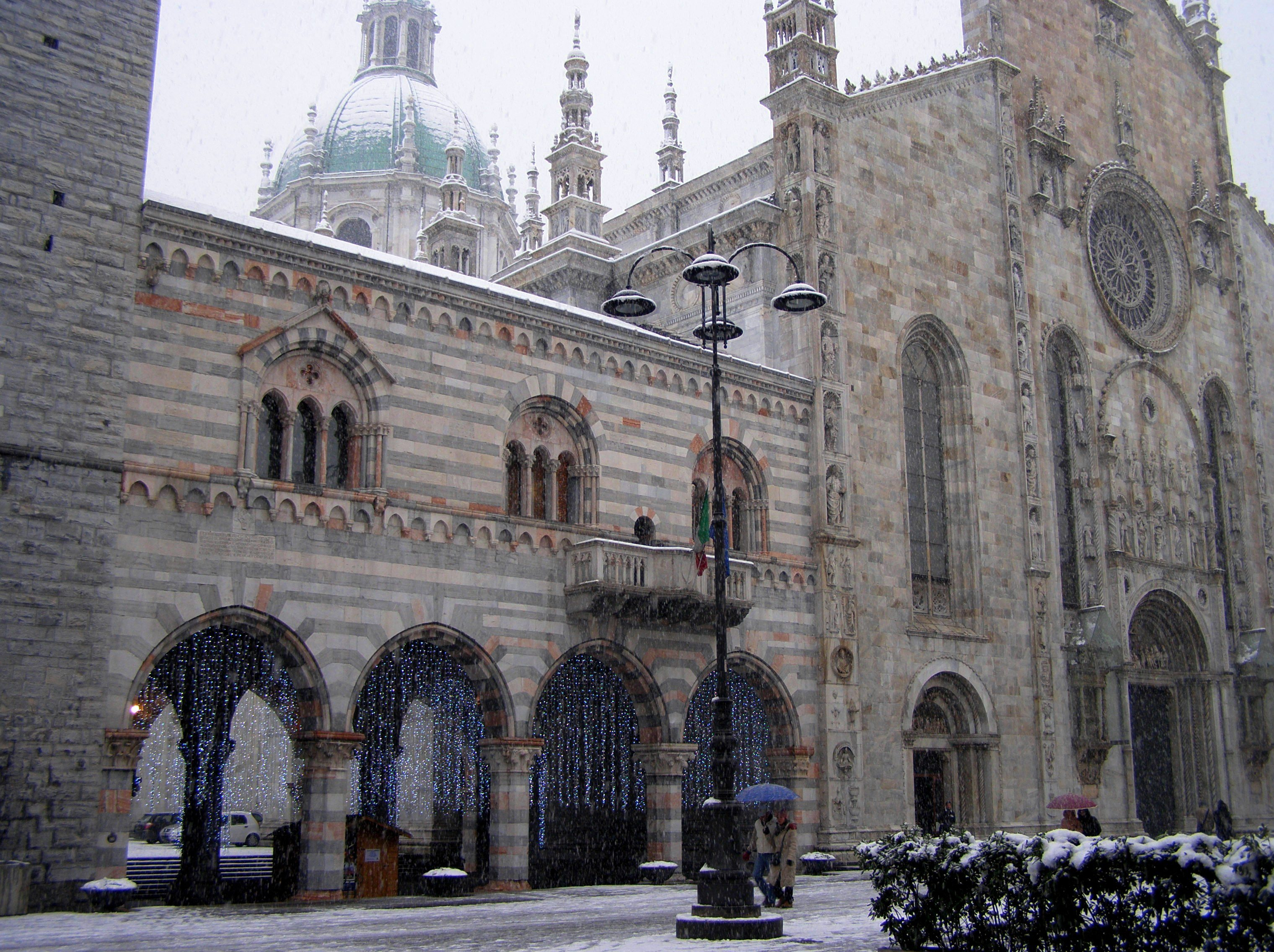
Бролетто в Комо

С упадком Римской империи масштабная торговля тоже исчезла на многие века; лишь во времена Карла Великого в центрах городов Европы появились рынки и типичные двухэтажные здания смешанного предназначения: первый этаж состоял из открытых магазинов (по сути расширения рыночной площади), на втором располагалось городское управление, наиболее ранним сохранившимся примером является Бролетто в Комо (1215 год). В течение XIII века строительство рыночных залов продолжилось, как совмещённых с ратушами, так и специализированных (в Брюгге было построено три). Во всех случаях магазины на нижнем этаже выходили наружу: стекло оставалось дорогим, потому окно магазина закрывалось ставнями, из которых во время работы магазина создавался прилавок, покупатели при этом находились на улице. Потому популярной была архитектура «торговых рядов», включавшая параллельные узкие и длинные здания: например рынок во Вроцлаве (1275 год) включал четыре специализированных торговых здания позади ратуши. К XVI веку повсеместно в Европе торговые ряды отделились от ратуш.

#### Восток

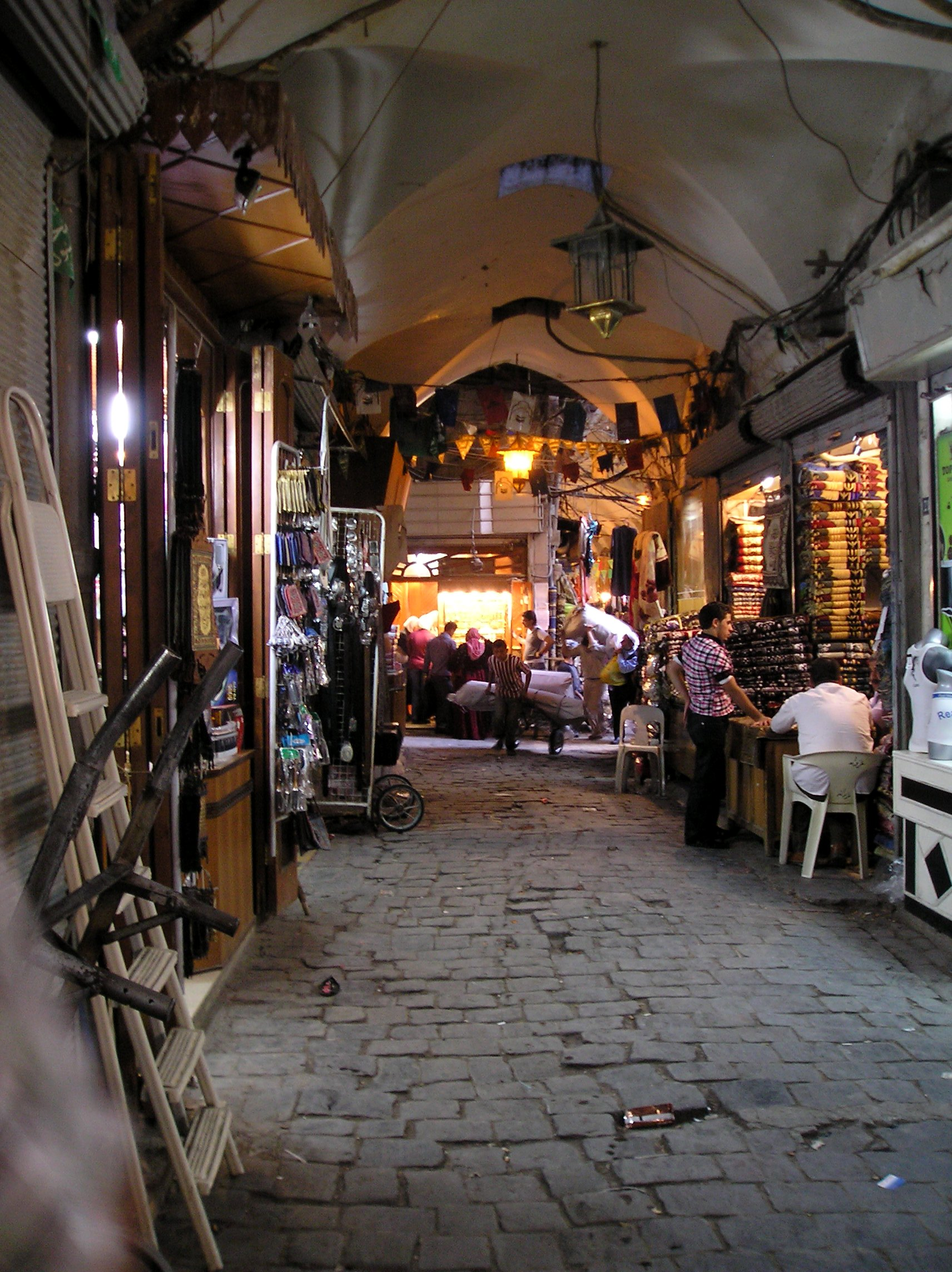
Сук Аль-Мадина в Алеппо

Средневековые восточные базары развивались независимо от европейских рынков и имели разнообразные формы. В отличие от европейских рынков того времени, на больших восточных базарах магазины выходили не на улицу, а в закрытое пространство (на закрытую крышей улицу или внутрь здания). Схожие конструкции в Европе появились лишь в конце XVI века в виде магазинов на первом этаже зданий некоторых бирж (например, Эксетерская биржа в Лондоне, 1676 год). П. Колеман выделяет крытые улицы и целые районы с прямоугольной сеткой таких улиц (для их описания используется термин «сук»), особо упоминая спланированный (а не сложившийся органически) исфаханский базар и торговые улицы Бухары, которые служат для связи между крупными городскими объектами (мечетями, банями, мавзолеями, дворцами, зданиями крытых базаров, караван-сараями).

### Новое время

#### Витрины

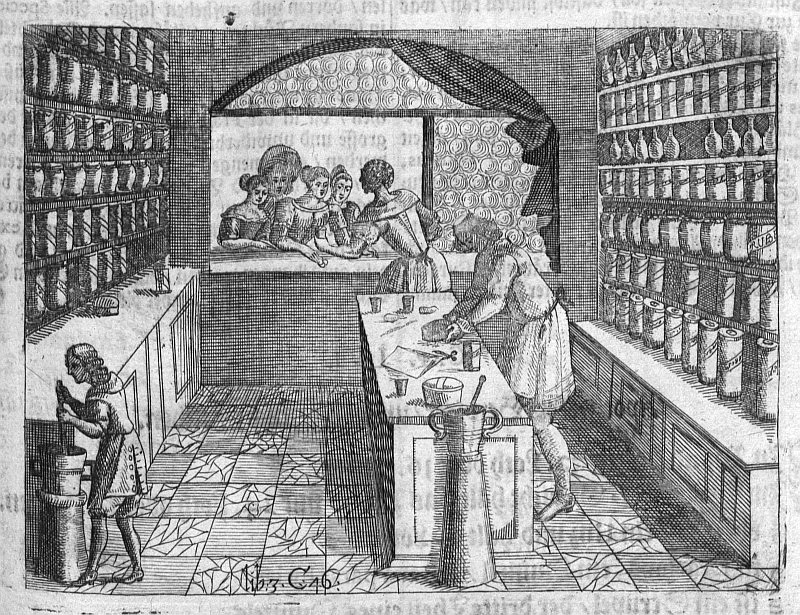
До XVIII века покупатели обслуживались лавочниками через окно (васисдас)

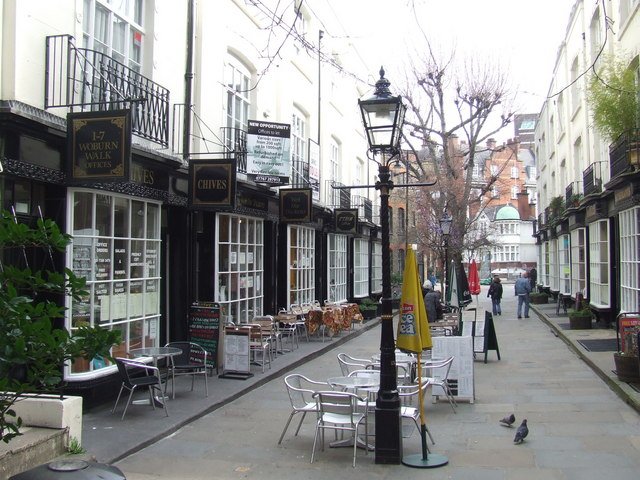
Витрины Уоберн Уолк

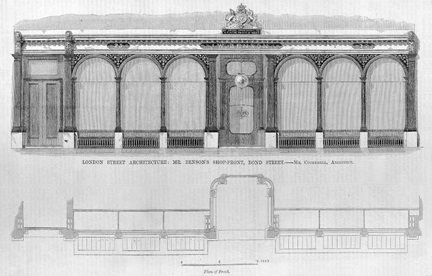
Витрина Бенсона, 1865

В XVIII веке, с удешевлением стекла и созданием застеклённых фасадов, торговля переместилась внутрь помещения. Первыми стекло применили голландцы в конце XVII века, с 1700-х годов идея распространилась во Франции, затем в Англии; магазины в первых этажах застроенной в 1822 году лондонской улицы Уоберн Уолк все имели стеклянные витрины в виде переплётов из нескольких небольших листов стекла. Витрины из листового стекла, подобные современным, начали появляться лишь во второй половине XIX века. В 1840 годах усовершенствования в производстве стекла позволили изготавливать листы размером до 1×2 метра, одними из первых новую технологию применили магазины «Асприс» и «Бенсон» (англ. Benson) на Бонд-стрит.

#### Организация торговли
В середине XIX века успехи промышленной революции и развитие транспорта, особенно железных дорог, привели к революции в розничной торговле, с полным отделением её от производства, возросшей ролью оптовиков и появлением новых типов магазинов:
- потребительской кооперации;
- универсальных магазинов (универмагов); до середины XIX века (в Англии) магазины были узкоспециализированы, хотя некоторые крупные магазины по торговле тканями и одеждой имели отделы по продаже других товаров и ранее[28];
- торговых сетей; их появление в Англии относится к 1850-м годам (первопроходцами были книжные магазины), и уже к 1875 году там насчитывалось 29 сетей, в сумме имевших более 1000 магазинов[29].

Дальнейшее разделение труда в области торговли пошло через самообслуживание: первые продовольственные магазины самообслуживания, возникшие в США в начале XX века, передали другим часть работы, до этого выполняемой сотрудниками магазина:
- подготовка и упаковка продуктов стала выполняться поставщиком;
- подбор товаров и доставка на дом перешла к покупателю.

Другие страны последовали за США, хотя и с задержками, обусловленными различиями в относительной стоимости труда и товаров, а также в распространённости личных автомобилей. Так, в Великобритании магазины самообслуживания появились в 1940-е годы, вначале в кооперативной торговле, в условиях командной экономики военного времени, когда государство, озабоченное нехваткой рабочей силы и продовольствия, пыталось таким образом увеличить производительность труда и изменить структуру потребления.

## Типы магазинов
Ф. Котлер и К. Л. Келлер выделяют следующие типы современных магазинов:
- специализированный магазин, предлагающий узкий набор товаров (например, обувной магазин, книжный магазин; магазин бытовой техники, магазин автозапчастей, магазин компьютерных товаров, магазин электронных компонентов, также — фирменный магазин, при каком-либо предприятии);
- универмаг, или универсальный магазин, с широким набором товарных линий (например, ЦУМ);
- универсам, с использованием самообслуживания, меньшими наценками (например, «Виктория»);
- магазин у дома, или магазин шаговой доступности, предлагает ограниченный выбор продуктов, расположен в жилых кварталах (например, «Монетка»);
- магазин сниженных цен имеет очень большой оборот, использует снижение нормы прибыли для продаж по пониженным ценам (например, «Пятёрочка»);
- магазин бросовых цен (англ. hard discounter) продаёт излишки и остатки товаров по очень низким ценам. При этом может быть как филиалом фирменного магазина (например, Filene's Basement[англ.]) так и оптовым клубом[англ.] (например, Costco);
- супермагазин[англ.] отличается большой шириной или глубиной ассортимента. Специализированные супермагазины часто называются «убийцами категорий», так как их глубина ассортимента затрудняет конкуренцию со стороны магазинов меньшего размера (пример — ОБИ). В то же время гипермаркеты (например, «Ашан») отличаются от универсамов гигантским размером (в 3-10 раз больше по площади торговых залов) и широтой ассортимента;
- демонстрационный зал[англ.] (шоурум, салон) используется для дорогих и, зачастую, крупногабаритных фирменных товаров — позволяет покупателю выбрать товар и оформить покупку. Товар будет доставлен либо на дом покупателю, либо на склад магазина, чтобы покупатель мог забрать его сам.

Как тип магазинов выделяются также магазины беспошлинной торговли «дьюти-фри шоп».

## Торговый центр

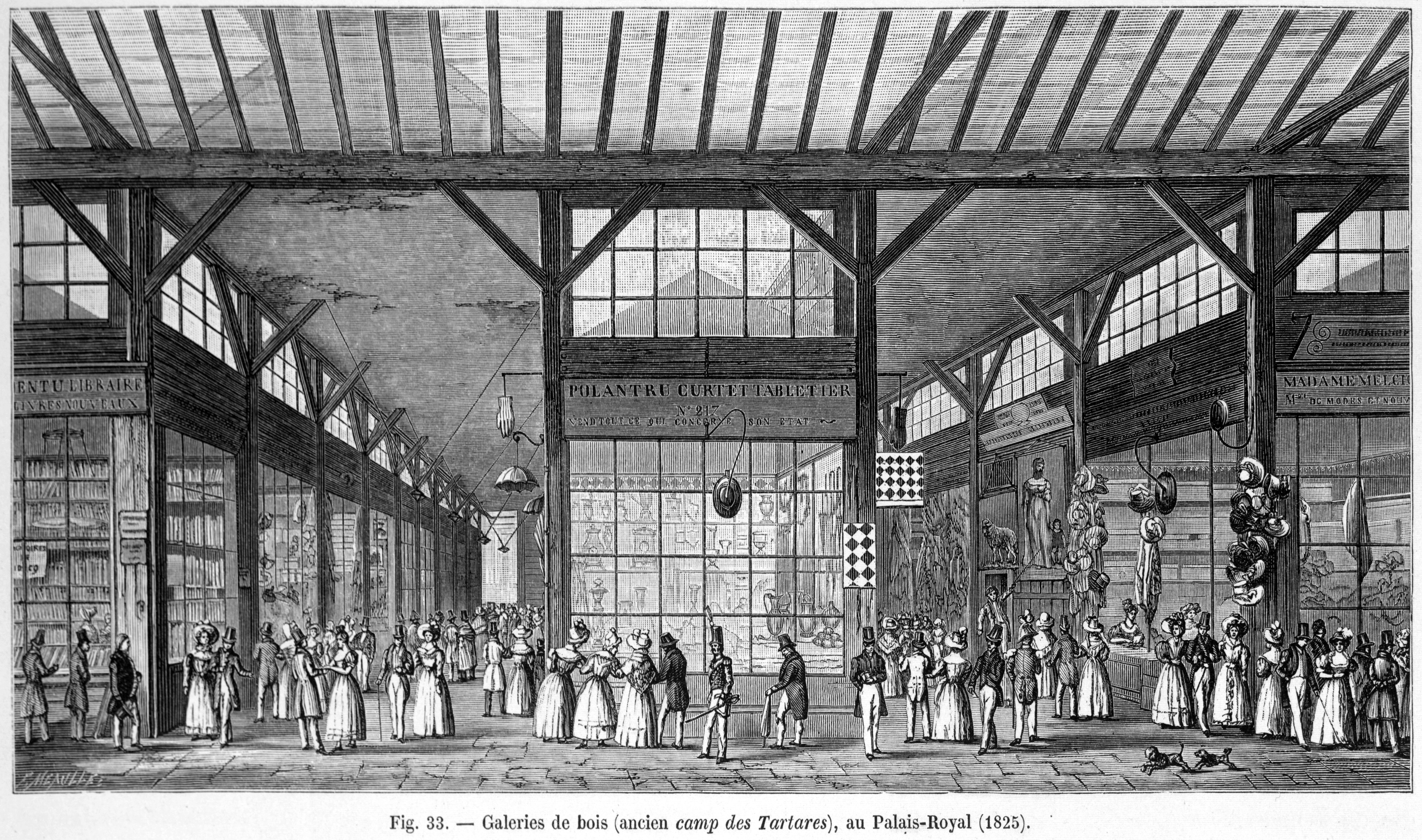
В XIX веке получили популярность торговые галереи — пассажи. Galerie de Bois в Пале-Рояле

За редкими замечательными исключениями (рынок Траяна, исфаханский базар), до XIX века группы магазинов образовывались стихийно. Однако, к середине XIX века интенсификация использования земли в крупных городах и успехи в строительстве крыш из стекла и металла привели к появлению нового типа торгового центра, здания, которое сразу планировалось для торговли и проведения досуга, вариации которого известны в наше время под названиями «галерея», «пассаж», «торгово-развлекательный комплекс», «торговый комплекс», «молл» (от англ. mall).
Первой постройкой такого рода была фр. Galerie de Bois в Пале-Рояле: набор деревянных магазинов и крытых улиц, построенных в 1780-х годах по образцу восточных суков. Ширина проходов постепенно увеличивалась, и заменившая Galerie de Bois в 1831 году галерея Орлеан имела центральный проход шириной 8,5 метра и стеклянную крышу по всей его длине. 

С 1820-х годов пассажи распространились по Европе, кульминаций этого стиля стали Верхние торговые ряды в Москве (1893 год, ныне ГУМ).
Молл возник в США как результат автомобилизации и переселения горожан в пригороды. Первый молл — Кантри клаб плаза — был построен в 1922 в Канзас-Сити. Вариант с общей крышей и кондиционированием воздуха относится к 1956 году — Саутдейл в Идайне в штате Миннесота.